# Crorema sandoa
Crorema sandoa är en fjärilsart som beskrevs av Collenette 1936. Crorema sandoa ingår i släktet Crorema och familjen tofsspinnare. Inga underarter finns listade i Catalogue of Life.